# Tromsø Idrettslag 2016
Questa voce raccoglie le informazioni riguardanti il Tromsø Idrettslag nelle competizioni ufficiali della stagione 2016.

## Stagione
L'11 dicembre 2015 è stato ufficializzato il calendario per il campionato 2016, con il Tromsø che avrebbe cominciato la stagione nel fine settimana dell'11-13 marzo 2016, andando a far visita al Molde all'Aker Stadion.
Il 1º aprile è stato sorteggiato il primo turno del Norgesmesterskapet 2016: il Tromsø avrebbe così fatto visita al Lyn. Al secondo turno, la squadra è stata sorteggiata contro il Mjølner. Al turno successivo, il Tromsø avrebbe fatto visita al Tromsdalen. Dopo aver superato anche questo avversario, il Tromsø ha battuto l'Odd, prima di salutare la competizione ai quarti di finale con l'eliminazione per mano del Rosenborg.
Il Tromsø ha chiuso la stagione al 13º posto finale.

## Maglie e sponsor
Lo sponsor tecnico per la stagione 2016 è stato Select, mentre lo sponsor ufficiale è stato Sparebank 1. La divisa casalinga è stata composta da una maglietta rossa con strisce bianche, pantaloncini e calzettoni bianchi. La divisa da trasferta è stata invece di colore blu, con inserti bianchi.
| Casa | Trasferta |

## Rosa
| N. |                     | Ruolo | Calciatore              |
| -- | ------------------- | ----- | ----------------------- |
| 1  | Norvegia (bandiera) | P     | Gudmund Kongshavn       |
| 3  | Norvegia (bandiera) | D     | Kent-Are Antonsen       |
| 4  | Norvegia (bandiera) | D     | Henrik Gjesdal          |
| 5  | Norvegia (bandiera) | D     | Magnar Ødegaard         |
| 6  | Norvegia (bandiera) | C     | Christian Landu Landu   |
| 7  | Norvegia (bandiera) | C     | Morten Gamst Pedersen   |
| 8  | Norvegia (bandiera) | C     | Ulrik Yttergård Jenssen |
| 8  | Svezia (bandiera)   | C     | Jens Jacobsson          |
| 9  | Tunisia (bandiera)  | A     | Sofien Moussa           |
| 10 | Norvegia (bandiera) | A     | Thomas Lehne Olsen      |
| 11 | Norvegia (bandiera) | C     | Jonas Johansen          |
| 12 | Croazia (bandiera)  | P     | Filip Lončarić          |
| 14 | Norvegia (bandiera) | D     | Hans Norbye             |

| N. |                     | Ruolo | Calciatore          |
| -- | ------------------- | ----- | ------------------- |
| 15 | Norvegia (bandiera) | C     | Magnus Andersen     |
| 17 | Islanda (bandiera)  | C     | Aron Sigurðarson    |
| 19 | Norvegia (bandiera) | C     | William Frantzen    |
| 20 | Norvegia (bandiera) | A     | Christer Johnsgård  |
| 22 | Norvegia (bandiera) | D     | Simen Wangberg      |
| 23 | Norvegia (bandiera) | C     | Gjermund Åsen       |
| 24 | Norvegia (bandiera) | C     | Mikael Ingebrigtsen |
| 25 | Norvegia (bandiera) | D     | Lasse Nilsen        |
| 26 | Norvegia (bandiera) | D     | Jostein Gundersen   |
| 27 | Norvegia (bandiera) | C     | Fredrik Michalsen   |
| 28 | Norvegia (bandiera) | P     | Jacob Karlstrøm     |
| 30 | Norvegia (bandiera) | A     | Runar Espejord      |

## Calciomercato

### Sessione invernale(dal 01/01 al 31/03)
| Arrivi | Arrivi                | Arrivi          | Arrivi     |
| R.     | Nome                  | da              | Modalità   |
| ------ | --------------------- | --------------- | ---------- |
| P      | Filip Lončarić        | Zrinjski Mostar | definitivo |
| C      | Morten Gamst Pedersen |                 | svincolato |
| C      | Jens Jacobsson        | Assyriska       | definitivo |
| C      | Aron Sigurðarson      | Fjölnir         | definitivo |
| A      | Christer Johnsgård    | Senja           | definitivo |
| A      | Thomas Lehne Olsen    |                 | svincolato |
| A      | Sofien Moussa         |                 | svincolato |

| Partenze | Partenze              | Partenze   | Partenze      |
| R.       | Nome                  | a          | Modalità      |
| -------- | --------------------- | ---------- | ------------- |
| P        | Benny Lekström        |            | svincolato    |
| P        | Pål Vestly Heigre     | Viking     | fine prestito |
| D        | Marin Oršulić         |            | svincolato    |
| C        | Marcus Hansson        | Djurgården | definitivo    |
| C        | Remi Johansen         |            | svincolato    |
| C        | Lars-Gunnar Johnsen   |            | svincolato    |
| C        | Thomas Kind Bendiksen | Molde      | fine prestito |
| A        | Morten Moldskred      |            | ritiro        |
| A        | Zdeněk Ondrášek       |            | svincolato    |

### Sessione estiva(dal 21/07 al 17/08)
| Arrivi | Arrivi                  | Arrivi          | Arrivi     |
| R.     | Nome                    | da              | Modalità   |
| ------ | ----------------------- | --------------- | ---------- |
| C      | Ulrik Yttergård Jenssen | Olympique Lione | definitivo |

| Partenze | Partenze       | Partenze | Partenze   |
| R.       | Nome           | a        | Modalità   |
| -------- | -------------- | -------- | ---------- |
| C        | Jens Jacobsson |          | svincolato |

## Risultati

### Eliteserien

#### Girone di andata
| Arbitro: | Hobber Nilsen (Oslo) |

|            |           |                 |
| Aursnes 1’ | Marcatori | 70’ Sigurðarson |

| Tromsø 18 marzo 2016, ore 15:30 2ª giornata | Tromsø         | 0 – 0 referto | Start | Alfheim Stadion (4.241 spett.)\| Arbitro: \| Kjensli (Oslo) \| |
| Arbitro:                                    | Kjensli (Oslo) |               |       |                                                                |

| Skien 3 aprile 2016, ore 15:30 3ª giornata | Odd            | 0 – 0 referto | Tromsø | Skagerak Arena (7.002 spett.)\| Arbitro: \| Døvle (Larvik) \| |
| Arbitro:                                   | Døvle (Larvik) |               |        |                                                               |

| Arbitro: | Lundby (Bøverbru) |

|                         |           |  |
| Espejord 45’ Moussa 90’ | Marcatori |  |

| Arbitro: | Hagen (Grue) |

|                                                            |           |  |
| Brown 41’ Fredheim Holm 61’ (rig.) Zahid 65’ Lindkvist 70’ | Marcatori |  |

| Arbitro: | Hansen (Feda) |

|            |           |                          |
| Moussa 36’ | Marcatori | 45’ Jensen 72’ Konradsen |

| Arbitro: | Eskås (Oslo) |

|                                                           |           |  |
| Abdellaoue 30’, 48’, 52’ Boli 41’ Hoff 47’ Þrándarson 82’ | Marcatori |  |

| Arbitro: | Skjerven (Kaupanger) |

|           |           |  |
| Moussa 7’ | Marcatori |  |

| Arbitro: | Steen (Bergen) |

|                              |           |  |
| Sverrisson 78’ Adegbenro 85’ | Marcatori |  |

| Sogndal 12 maggio 2016, ore 18:00 10ª giornata | Sogndal          | 0 – 0 referto | Tromsø | Fosshaugane Campus (2.639 spett.)\| Arbitro: \| Moen (Haugesund) \| |
| Arbitro:                                       | Moen (Haugesund) |               |        |                                                                     |

| Arbitro: | Døvle (Larvik) |

|                 |           |                   |
| Lehne Olsen 74’ | Marcatori | 64’, 77’ Jevtović |

| Arbitro: | Johnsen (Tønsberg) |

|  |           |                                         |
|  | Marcatori | 7’ Gjesdal 25’ Lehne Olsen 49’ Wangberg |

| Arbitro: | Eskås (Oslo) |

|                 |           |                                |
| Lehne Olsen 39’ | Marcatori | 2’ (rig.), 27’ (rig.) Ernemann |

| Arbitro: | Edvartsen (Hamar) |

|                      |           |                                                                |
| Martin 14’ Jradi 65’ | Marcatori | 3’ Lehne Olsen 29’ Ingebrigtsen 51’ (rig.) Moussa 79’ Andersen |

| Arbitro: | Kjensli (Oslo) |

|                                |           |                             |
| Ingebrigtsen 44’ Gundersen 83’ | Marcatori | 22’ Miljeteig 71’ Agdestein |

#### Girone di ritorno
| Arbitro: | Lundby (Bøverbru) |

|           |           |  |
| Keita 73’ | Marcatori |  |

| Arbitro: | Døvle (Larvik) |

|                               |           |                                 |
| Antonsen 76’ Ingebrigtsen 88’ | Marcatori | 36’ (aut.) Wangberg 56’ Mehmeti |

| Arbitro: | Eskås (Oslo) |

|  |           |                                            |
|  | Marcatori | 35’ Espejord 80’ Sigurðarson 90’ Gundersen |

| Arbitro: | Hafsås (Trondheim) |

|              |           |                                   |
| Espejord 14’ | Marcatori | 4’ (aut.) Antonsen 20’ Abdellaoue |

| Arbitro: | Kjensli (Oslo) |

|                           |           |               |
| Stølås 14’ Haraldseid 89’ | Marcatori | 82’ Gundersen |

| Arbitro: | Lundby (Bøverbru) |

|                       |           |              |
| Åsen 13’ Andersen 64’ | Marcatori | 83’ Pedersen |

| Arbitro: | Moen (Haugesund) |

|                              |           |              |
| Gytkjær 21’, 64’ Rashani 90’ | Marcatori | 70’ Espejord |

| Arbitro: | Eskås (Oslo) |

|                                    |           |  |
| Wangberg 26’ Yttergård Jenssen 40’ | Marcatori |  |

| Arbitro: | Hansen (Feda) |

|                          |           |           |
| Åsen 45’ Lehne Olsen 90’ | Marcatori | 66’ Malec |

| Arbitro: | Moen (Haugesund) |

|          |           |  |
| Vega 27’ | Marcatori |  |

| Arbitro: | Hagenes (Marikollen) |

|  |           |                                |
|  | Marcatori | 52’ Hestad 79’ (aut.) Antonsen |

| Arbitro: | Saggi (Drammen) |

|                          |           |                |
| Segberg 14’ Salvesen 28’ | Marcatori | 4’ Lehne Olsen |

| Arbitro: | Hagen (Grue) |

|  |           |                                                   |
|  | Marcatori | 49’ Kjelsrud Johansen 58’ Tollås Nation 66’ Zahid |

| Arbitro: | Edvartsen (Hamar) |

|                          |           |                      |
| Mortensen 57’ Rosted 66’ | Marcatori | 31’, 79’ Lehne Olsen |

| Arbitro: | Moen (Haugesund) |

|                                         |           |            |
| Sigurðarson 12’ Moussa 14’ Espejord 78’ | Marcatori | 66’ Occéan |

### Norgesmesterskapet
| Arbitro: | Ekeli Valen |

|  |           |                                                                                         |
|  | Marcatori | 33’, 35’ Lehne Olsen 38’ Moussa 61’ Norbye 67’ Gundersen 76’ Ingebrigtsen 90’ Michalsen |

| Arbitro: | Henriksen |

|  |           |                    |
|  | Marcatori | 13’, 19’ Johnsgård |

| Arbitro: | Haugen (Rælingen) |

|                         |           |                                           |
| Lysvoll 25’ Johnsen 90’ | Marcatori | 44’ Lehne Olsen 67’ Antonsen 85’ Andersen |

| Arbitro: | Kjensli (Oslo) |

|                                          |           |                  |
| Moussa 13’ Espejord 78’ Lehne Olsen 102’ | Marcatori | 24’, 44’ Bentley |

| Arbitro: | Hobber Nilsen (Oslo) |

|                                            |                      |                                             |
| Lehne Olsen 53’                            | Marcatori            | 90’ Gytkjær                                 |
| Andersen Ødegaard Sigurðarson Ingebrigtsen | Tiri di rigore 3 – 5 | Helland Jensen Vilhjálmsson Gytkjær Bakenga |

## Statistiche

### Statistiche di squadra
| Competizione       | Punti | In casa | In casa | In casa | In casa | In casa | In casa | In trasferta | In trasferta | In trasferta | In trasferta | In trasferta | In trasferta | Totale | Totale | Totale | Totale | Totale | Totale | DR  |
| Competizione       | Punti | G       | V       | N       | P       | Gf      | Gs      | G            | V            | N            | P            | Gf           | Gs           | G      | V      | N      | P      | Gf     | Gs     | DR  |
| ------------------ | ----- | ------- | ------- | ------- | ------- | ------- | ------- | ------------ | ------------ | ------------ | ------------ | ------------ | ------------ | ------ | ------ | ------ | ------ | ------ | ------ | --- |
| Eliteserien        | 34    | 15      | 6       | 3       | 6       | 20      | 20      | 15           | 3            | 4            | 8            | 16           | 26           | 30     | 9      | 7      | 14     | 36     | 46     | -10 |
| Norgesmesterskapet | -     | 2       | 1       | 1       | 0       | 4       | 3       | 3            | 3            | 0            | 0            | 12           | 2            | 5      | 4      | 1      | 0      | 16     | 5      | +11 |
| Totale             | -     | 17      | 7       | 4       | 6       | 24      | 23      | 18           | 6            | 4            | 8            | 28           | 28           | 35     | 13     | 8      | 14     | 52     | 51     | +1  |

### Andamento in campionato
| Giornata  | 1  | 2  | 3  | 4 | 5  | 6  | 7  | 8  | 9  | 10 | 11 | 12 | 13 | 14 | 15 | 16 | 17 | 18 | 19 | 20 | 21 | 22 | 23 | 24 | 25 | 26 | 27 | 28 | 29 | 30 |
| --------- | -- | -- | -- | - | -- | -- | -- | -- | -- | -- | -- | -- | -- | -- | -- | -- | -- | -- | -- | -- | -- | -- | -- | -- | -- | -- | -- | -- | -- | -- |
| Luogo     | T  | C  | T  | C | T  | C  | T  | C  | T  | T  | C  | T  | C  | T  | C  | T  | C  | T  | C  | T  | C  | T  | C  | C  | T  | C  | T  | C  | T  | C  |
| Risultato | N  | N  | N  | V | P  | P  | P  | V  | P  | N  | P  | V  | P  | V  | N  | P  | N  | V  | P  | P  | V  | P  | V  | V  | P  | P  | P  | P  | N  | V  |
| Posizione | 11 | 12 | 10 | 8 | 11 | 12 | 14 | 10 | 12 | 12 | 13 | 11 | 11 | 11 | 11 | 12 | 12 | 10 | 11 | 12 | 11 | 12 | 12 | 11 | 11 | 13 | 13 | 14 | 13 | 13 |

Fonte:  Tippeligaen 2016, su altomfotball.no, Altomfotball. URL consultato il 18 gennaio 2017 (archiviato dall'url originale il 13 gennaio 2017).
Legenda:

Luogo: C = Casa; T = Trasferta. Risultato: V = Vittoria; N = Pareggio; P = Sconfitta.

### Statistiche dei giocatori
| Giocatore            | Eliteserien | Eliteserien | Eliteserien | Eliteserien | Norgesmesterskapet | Norgesmesterskapet | Norgesmesterskapet | Norgesmesterskapet | Coppe europee | Coppe europee | Coppe europee | Coppe europee | Altre coppe | Altre coppe | Altre coppe | Altre coppe | Totale   | Totale | Totale      | Totale     |
| Giocatore            | Presenze    | Reti        | Ammonizioni | Espulsioni  | Presenze           | Reti               | Ammonizioni        | Espulsioni         | Presenze      | Reti          | Ammonizioni   | Espulsioni    | Presenze    | Reti        | Ammonizioni | Espulsioni  | Presenze | Reti   | Ammonizioni | Espulsioni |
| -------------------- | ----------- | ----------- | ----------- | ----------- | ------------------ | ------------------ | ------------------ | ------------------ | ------------- | ------------- | ------------- | ------------- | ----------- | ----------- | ----------- | ----------- | -------- | ------ | ----------- | ---------- |
| M. Andersen          | 28          | 2           | 0           | 0           | 5                  | 1                  | 1                  | 0                  |               |               |               |               |             |             |             |             | 33       | 3      | 1           | 0          |
| K. Antonsen          | 24          | 1           | 8           | 0           | 3                  | 1                  | 1                  | 0                  |               |               |               |               |             |             |             |             | 27       | 2      | 9           | 0          |
| G. Åsen              | 29          | 2           | 2           | 0           | 2                  | 0                  | 1                  | 0                  |               |               |               |               |             |             |             |             | 31       | 2      | 3           | 0          |
| R. Espejord          | 22          | 5           | 2           | 0           | 2                  | 1                  | 0                  | 0                  |               |               |               |               |             |             |             |             | 24       | 6      | 2           | 0          |
| W. Frantzen          | 0           | 0           | 0           | 0           | 0                  | 0                  | 0                  | 0                  |               |               |               |               |             |             |             |             | 0        | 0      | 0           | 0          |
| M. Gamst Pedersen    | 8           | 0           | 2           | 0           | 1                  | 0                  | 0                  | 0                  |               |               |               |               |             |             |             |             | 9        | 0      | 2           | 0          |
| H. Gjesdal           | 9           | 1           | 1           | 0           | 4                  | 0                  | 0                  | 0                  |               |               |               |               |             |             |             |             | 13       | 1      | 1           | 0          |
| J. Gundersen         | 17          | 3           | 2           | 0           | 4                  | 1                  | 1                  | 0                  |               |               |               |               |             |             |             |             | 21       | 4      | 3           | 0          |
| M. Ingebrigtsen      | 24          | 3           | 3           | 0           | 5                  | 1                  | 0                  | 0                  |               |               |               |               |             |             |             |             | 29       | 4      | 3           | 0          |
| J. Jacobsson         | 0           | 0           | 0           | 0           | 2                  | 0                  | 1                  | 0                  |               |               |               |               |             |             |             |             | 2        | 0      | 1           | 0          |
| J. Johansen          | 14          | 0           | 3           | 0           | 3                  | 0                  | 0                  | 0                  |               |               |               |               |             |             |             |             | 17       | 0      | 3           | 0          |
| C. Johnsgård         | 2           | 0           | 0           | 0           | 2                  | 2                  | 0                  | 0                  |               |               |               |               |             |             |             |             | 4        | 2      | 0           | 0          |
| J. Karlstrøm         | 0           | -0          | 0           | 0           | 0                  | -0                 | 0                  | 0                  |               |               |               |               |             |             |             |             | 0        | 0      | 0           | 0          |
| G. Kongshavn         | 14          | -21         | 1           | 0           | 1                  | -0                 | 0                  | 0                  |               |               |               |               |             |             |             |             | 15       | -21    | 1           | 0          |
| C. Landu Landu       | 28          | 0           | 3           | 0           | 5                  | 0                  | 0                  | 0                  |               |               |               |               |             |             |             |             | 33       | 0      | 3           | 0          |
| T. Lehne Olsen       | 30          | 8           | 2           | 0           | 5                  | 5                  | 0                  | 0                  |               |               |               |               |             |             |             |             | 35       | 13     | 2           | 0          |
| F. Lončarić          | 16          | -25         | 0           | 0           | 4                  | -5                 | 0                  | 0                  |               |               |               |               |             |             |             |             | 20       | -30    | 0           | 0          |
| F. Michalsen         | 6           | 0           | 2           | 0           | 2                  | 1                  | 0                  | 0                  |               |               |               |               |             |             |             |             | 8        | 1      | 2           | 0          |
| S. Moussa            | 20          | 5           | 5           | 1           | 4                  | 2                  | 2                  | 0                  |               |               |               |               |             |             |             |             | 24       | 7      | 7           | 1          |
| L. Nilsen            | 11          | 0           | 1           | 0           | 1                  | 0                  | 0                  | 0                  |               |               |               |               |             |             |             |             | 12       | 0      | 1           | 0          |
| H. Norbye            | 26          | 0           | 3           | 0           | 4                  | 1                  | 1                  | 0                  |               |               |               |               |             |             |             |             | 30       | 1      | 4           | 0          |
| M. Ødegaard          | 27          | 0           | 5           | 1           | 4                  | 0                  | 1                  | 0                  |               |               |               |               |             |             |             |             | 31       | 0      | 6           | 1          |
| A. Sigurðarson       | 24          | 3           | 1           | 0           | 3                  | 0                  | 0                  | 0                  |               |               |               |               |             |             |             |             | 27       | 3      | 1           | 0          |
| S. Wangberg          | 26          | 2           | 5           | 0           | 3                  | 0                  | 2                  | 0                  |               |               |               |               |             |             |             |             | 29       | 2      | 7           | 0          |
| U. Yttergård Jenssen | 12          | 1           | 2           | 0           | 1                  | 0                  | 0                  | 0                  |               |               |               |               |             |             |             |             | 13       | 1      | 2           | 0          |